# Отношения Восточного Тимора и Папуа — Новой Гвинеи
Отношения Восточного Тимора и Папуа — Новой Гвинеи — двусторонние дипломатические отношения между Восточным Тимором и Папуа — Новой Гвинеей. Государства являются членами Организации Объединённых Наций.

## История
Восточный Тимор и Папуа — Новая Гвинея установили дипломатические отношения 22 июля 2002 года по окончании конференции «Стран Африки, Карибского бассейна и Тихого океана» (страны АКТ) на Фиджи.
Хотя Восточный Тимор является частью Азии, там также есть этнические группы, говорящие на папуасских языках, поэтому страна имеет связи с меланезийским и тихоокеанским регионами. В качестве наблюдателя Восточный Тимор участвовал в третьем саммите АКТ в июле 2002 года, а с августа 2002 года — в ежегодных встречах глав государств и правительств Форума тихоокеанских островов. В 2016 году страна присоединилась к Форуму развития тихоокеанских островов. С 2010 года Восточный Тимор имеет статус наблюдателя в Меланезийской инициативной группе.
Восточный Тимор и Папуа — Новая Гвинея являются членами Группы 7+, где Восточный Тимор является лидером.
В 2019 году министр национального планирования и мониторинга Папуа — Новой Гвинеи Ричард Мару посетил Восточный Тимор.

## Дипломатические представительства
Посол Папуа — Новой Гвинеи в Джакарте (Индонезия), также аккредитован для работы в Восточном Тиморе. Восточный Тимор представлен в Порт-Морсби почётным консулом Крисом Дурманом.

## Торговля
В 2018 году Статистическое управление Восточного Тимора не сообщало о каких-либо торговых контактах с Папуа — Новой Гвинеей.